# Karl Friedrich (Sachsen-Meiningen)
Karl Friedrich von Sachsen-Meiningen (* 18. Juli 1712 in Meiningen; † 28. März 1743 ebenda) war von 1729 bis 1743 Herzog von Sachsen-Meiningen.

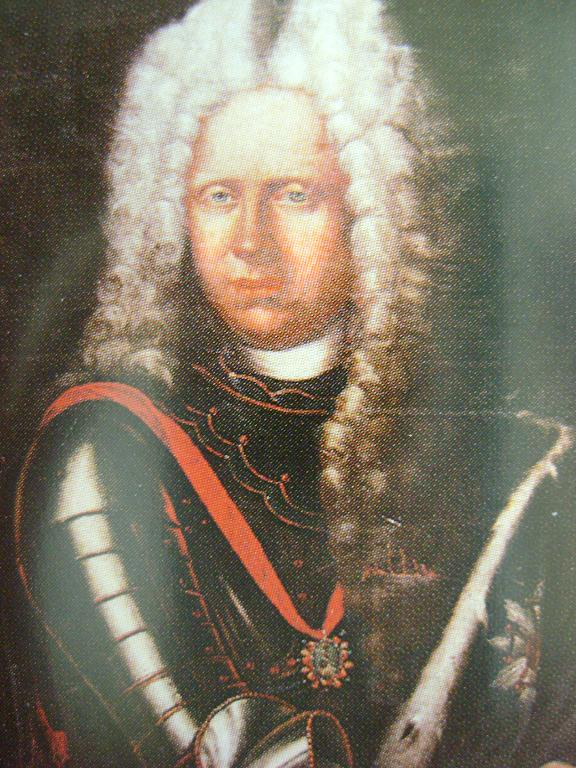
Herzog Karl Friedrich von Sachsen-Meiningen

## Leben
Karl Friedrich war ein Sohn des Herzogs Ernst Ludwig I. von Sachsen-Meiningen und dessen Gemahlin Prinzessin Dorothea Maria von Sachsen-Gotha-Altenburg. Damit entstammte er dem Haus Sachsen-Meiningen. Er folgte seinem Bruder Ernst Ludwig II. als Herzog von Sachsen-Meiningen 1729.
Karl Friedrichs Vater hatte für sich und seine Nachkommen das Erstgeburtsrecht im Land eingeführt und als Vormund für seine Söhne seinen Bruder Friedrich Wilhelm, sowie Herzog Friedrich II. von Gotha bestimmt. Damit hatte er seinen Halbbruder Anton Ulrich absichtlich übergangen und für erneute Streitereien in der Fürstenfamilie gesorgt. Anton Ulrich prozessierte erfolgreich gegen diese Regelung und trat nach dem Tod Friedrichs II. von Gotha als Mitregent für Karl Friedrich auf.
Karl Friedrich war wenig ehrgeizig und durch ausgeprägte Fettleibigkeit in vielen Dingen eingeschränkt. Er war nicht fähig zu gehen und musste überall hingefahren werden. Seinen Lebenssinn fand er im Essen, Schlafen und Vergnügungen. So überließ er, nachdem er 1733 volljährig geworden war, die Regierung weiter seinen Onkeln und den Hofbeamten.
Er starb 31-jährig 1743 unverheiratet und kinderlos als letzter männlicher Nachkomme Ernst Ludwigs I., womit die Primogeniturordnung im Lande wieder hinfällig wurde. Ihm folgten deshalb seine Onkel gemeinschaftlich im Regierungsamt.